# Figuralismo
El figuralismo es una técnica de composición musical aplicada a la música vocal, que estuvo activa entre los siglos XVI y XVIII, en consonancia con los presupuestos estéticos del Renacimiento y del Barroco. Consistía en subordinar la música al texto creando para la música una serie de figuras de todo tipo (melódicas, rítmicas, polifónicas, texturales, etc.) que subrayaban el sentido profundo del texto musicalmente, con el sonido. Esta técnica en lengua inglesa recibe la gráfica denominación de «word painting», que literalmente quiere decir "pintar (musicalmente) las palabras". Por ejemplo las melodías ascendentes acompañan a textos que hablan de subir o ir hacia arriba, mientras que una música grave y oscura acompaña a un texto sobre la muerte.

## En música clásica occidental

### Edad Media
Esta técnica se remonta hasta la época del canto gregoriano en el que se encuentran patrones melódicos cortos que expresan ideas emotivas y significados teológicos. Así, en el patrón fa–mi–sol–la, las notas fa y mi expresan la humillación y muerte de Cristo mediante un movimiento descendente, mientras que el sol es la nota de la resurrección y el la, aún más arriba, indica la ascensión. Cuando esta secuencia melódica se encuentra sobre el texto te libera (por ejemplo en el Introito del domingo de sexagésimo), indica que Cristo libera a la humanidad del pecado a través de su muerte y su resurrección.

### Renacimiento
Durante el Renacimiento los compositores experimentaron con el figuralismo en el madrigal, sobre todo en el italiano. Aunque esta técnica también se empleó en los demás países, en los que se compuso bajo la influencia italiana. El uso de esta técnica se desarrolló hasta tal punto y fue tan esencial al propio madrigal, que las figuras más habituales en este género renacentista se denominaron madrigalismos. En este grupo de compositores se pueden observar diversas técnicas, todas relacionadas aunque no del todo coincidentes.
A continuación se citan algunos ejemplos: 
- La acción de subir, elevarse, así como el cielo o una montaña se representan con melodías ascendentes y/o en el registro agudo. Por el contrario la acción de bajar, así como los conceptos del suelo, el infierno y la llanura se ilustran con melodías graves, descendentes o sin curvas melódicas.
- El río y el vuelo de los pájaros mediante melismas largos sobre una misma sílaba.
- La alegría con notas rápidas, mayoritariamente agudas y la tristeza con recursos opuestos. En general la tristeza recibe un tratamiento a base de melodías cromáticas.

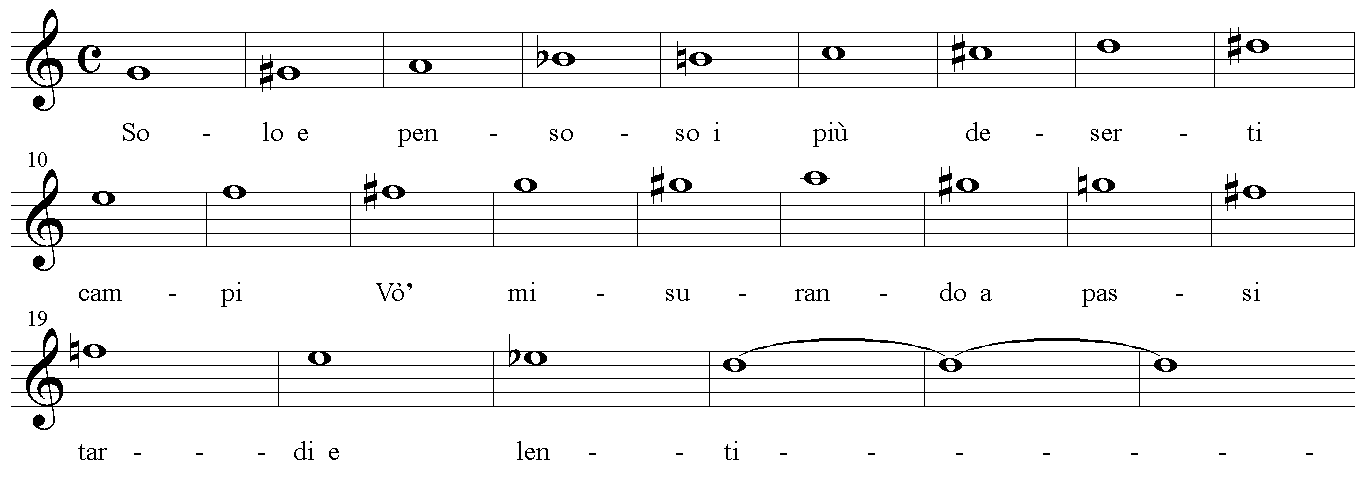
Fragmento inicial del madrigal "Solo e pensoso" de Luca Marenzio.
El texto dice: Solo y pensativo, los campos más desiertos voy midiendo a pasos tardíos y lentos y los cromatismos que llenan toda la frase le confieren el carácter triste.

- La música se detiene sobre textos que hablan de acciones como cantar, hablar o bailar, ya sea repitiendo las palabras que hacen referencia, ya sea alargando cada sílaba con más notas.
- Otros efectos de la voz humana como un susto o un suspiro se representa con una aspiración profunda en tiempo fuerte y posterior entrada a contratiempo; la risa mediante sucesivas notas sobre una misma sílaba que muy probablemente deberían interpretarse staccato.

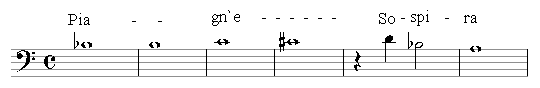
Fragmento inicial del madrigal "Piagne sospira" de Claudio Monteverdi, donde se ejemplifica el figuralismo más habitual sobre la palabra sospira (suspira).

- La referencia a una cifra o cantidad elevada se representa en música repitiendo una misma figura musical y un mismo texto ya sea en una misma voz, ya sea -más habitualmente- en imitación polifónica.
- Las acciones de perseguir, cazar, seguir, imitar... con frecuencia son tratadas mediante la técnica del canon o bien contrapunto imitativo.
- Por el contrario, la idea de unidad o unificación muy a menudo se corresponden con un unísono.
- No obstante, el unísono también puede expresar algo que es delgado, mientras que una textura polifónica homofónica se asocia a algo que es grueso o ancho.
- La palabra pleno o plena suele estar repleto de notas mediante un melisma o la repetición de la palabra.
- El concepto de día se representa musicalmente con notas más vivas y rápidas que la noche sobre todo si, como es habitual, se sitúan uno inmediatamente detrás del otro, explotando el juego de la oposición. Si bien, en otros casos se hace exactamente al contrario: ilustrando el día con notas largas que dan una sensación de inmovilidad, mientras que la noche se ilustra con notas rápidas. Lejos de ser un contrasentido, este tratamiento musical del texto busca un efecto visual en vez del efecto sonoro. Las notas largas, que se correspondían y se siguen correspondiendo en el actual sistema de escritura con notas blancas, son apropiadas para la luz del día; mientras que las notas cortas eran y son negras como la noche. Esta circunstancia confirma que el compositor ideaba estos efectos para alguien que no sólo sentiría o escucharía la música, sino que también la vería y leería en la partitura. De hecho, los protocolos educativos de la nobleza establecían que la instrucción del noble incluía la educación musical necesaria para saber cantar un madrigal.

| Texto original en italiano                                                                                    | Traducción |
| --- | --- |
| Lasciatemi morire E che volete voi Che mí conforte In così dura sorte In così gran Martire? Lasciatemi morire | Dejadme morir (melodía descendente en morire) ¿Y qué queréis vosotros Que me reconforte (melodía ascendente en conforte) En esta suerte tan dura En este martirio tan grande? (nota larga y aguda en gran) Dejadme morir |

### Barroco
El Barroco mantuvo una parte muy importante de los figuralismos utilizados en el Renacimiento. Uno de los ejemplos más bellos y a la vez más conocidos pertenece a El Mesías de Haendel. En concreto al aria de tenor, cuyo texto dice "Every valley shall be exalted, and every mountain and hill made low; the crooked straight, and the rough places plain". (Todo valle será elevado, toda montaña y colina bajará, el terreno escarpado se volverá plano, y el escarpado una llanura; Isaías 40:4).
En la melodía de Haendel, la palabra "valle" se corresponde con una nota grave, "exalted" es una melodía ascendente, "mountain" (montaña) forma un pico melódico, y "hill" (cerro) es un pico más bajo, mientras que low es una nota grave. "Crooked" (escarpado' se canta con una figura rápida de cuatro notas, sin embargo "straight" se canta sobre una sola nota, inmóvil. Finalmente, "the rough places" se canta con notas cortas y separadas, pero "plain" (llanura) se alarga a través de varios compases en una serie de notas largas, como llanuras. Esto se puede ver en la siguiente partitura:

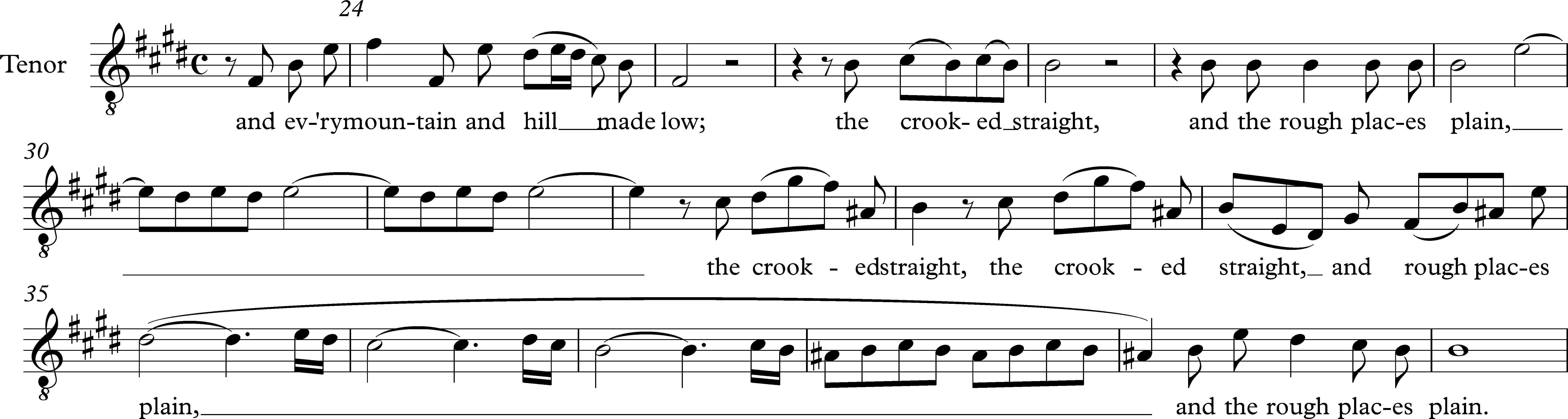
Aria de El Mesías de Haendel.

Los cromatismos descendentes que ya existían en el madrigal como expresión de tristeza y de muerte en el Barroco se codifican aún más como expresión de la muerte. Como tales aparecen en muchas obras del Barroco de entre las que destacan dos por su popularidad. 
- La primera se encuentra en el bajo ostinato del Crucifixus del Credo de la Misa en si menor de Johann Sebastian Bach, presenta esta figura para el momento de la muerte de Cristo, combinada con la figura del passus (notas repetidas sobre un ritmo monótono, expresando los pasos del caminar) para representar precisamente esta palabra.
- La segunda es el bajo ostinato del Lamento de la reina Dido, al final de la ópera Dido y Eneas de Henry Purcell, titulado When I am laid, donde la reina se suicida al saber de la muerte de Eneas.

Algunas de estas figuras viajaron grandes distancias, según afirma Bonastre, que encuentra antecedentes de la figura inicial del primer coro Kommt ihr Töchter de la Pasión según San Mateo de Johann Sebastian Bach en compositores catalanes y valencianos del siglo XVII. Por otro lado, Rubén López también las encuentra en los tonos humanos -como cantatas profanas de compositores españoles del siglo XVII.
Sobresale Johann Sebastian Bach por el uso que hizo altamente simbólico y bastante más alejado de los meros efectos sonoros, de esta técnica que le sirvió a menudo de fuente de inspiración. Son conocidas, por ejemplo, sus maneras de representar la cruz (símbolo central de la Pasión que en alemán se llama igual que el elemento musical sostenido (Kreuz). Los modos de representarla podían ser bien utilizando estas alteraciones, o bien "dibujando" una especie de cruz sobre la partitura mediante una única línea melódica (línea horizontal) que queda segmentada por un gran acorde en tutti que aparece como una línea vertical.
Más allá del uso de figuras aisladas para la descripción o reforzamiento de ideas precisas y concretas contenidas en el texto, la retórica brindó a la música una gran cantidad de recursos para la organización temporal del discurso que, sobre todo fueron de gran importancia en el Barroco, y que llevaron a la posterior codificación de las principales formas musicales en el Clasicismo. Muestra de ello es la forma sonata con su desarrollo y su reexposición.
Algunos de los teóricos que sistematizaron esta técnica fueron Nicolaus Listenius (Rudimentos Musicae in gratiam studiosae iuventutis diligentes comportata, 1533), Heinrich Faber (Música poética, 1548), Joachim Burmeister, (Música poética, 1606), Johann Andreas Herbst (Música poética, 1643) y Johann Jakob Walther (1708).

## En música popular urbana
Aunque probablemente esta técnica no se ha utilizado tanto en la música popular urbana, también se pueden sugerir algunos ejemplos:
- «Friends in Low Places» de Garth Brooks: cuando canta Got friends in low places (Tengo amigos en lugares bajos) suenan notas graves.
- «She's so High» de Tal Bachman: cuando canta She's so high (Ella está muy arriba) suenan notas agudas.
- «A Thousand Years» de Sting: repetición de la misma figura que contiene un intervalo de segunda. Como contraste, la frase I still love you (Todavía te quiero) es más aguda (alegría) y en valores mucho más largos (alargándose el sentimiento de amor).
- «Up Where We Belong» de Joe Cocker: en el coro inicial de la canción la melodía es ascendente mientras canta Love lift us up where we belong (El amor nos eleva allá adonde pertenecemos).
- «Am I Standing Still» de Jewel: toda la frase cantada sobre la misma nota, la propia melodía está "quieta".
- «What Goes Around... Comes Around» de Justin Timberlake: canta el texto What goes around, goes around, goes around / Comes all the way back around. La música que corresponde baja una octava y luego vuelve a la octava inicial.